# Податкова знижка на навчання
Податкова знижка на навчання (англ. Education tax credit; Scholarship tax credit) для фізичних осіб, які не є суб’єктами господарювання, — документально підтверджена сума (вартість) витрат платника податку — резидента у зв’язку з придбанням освітніх послуг у резидентів — фізичних або юридичних осіб протягом звітного року, на яку дозволяється зменшення його загального річного оподатковуваного доходу, одержаного за наслідками такого звітного року у вигляді заробітної плати, у випадках, визначених Податковим кодексом.
З 2004 року згідно з Законом України «Про податок з доходів фізичних осіб» надавався «податковий кредит», який був аналогом-попередником податкової знижки.
З 28 липня 2018 року для громадян, які мають право на отримання податкової знижки в зв’язку з понесеними витратами на навчання, розширено перелік закладів освіти шляхом включення до нього окрім вітчизняних закладів професійної (професійно-технічної) та вищої освіти ще й вітчизняних закладів дошкільної, загальної середньої, позашкільної освіти.

## Статистика
Повернення суми податку з доходів фізичних осіб у зв'язку з реалізацією ними права на податкову знижку стосувалися отримання податкової знижки в зв'язку з понесеними витратами на навчання:
- на Тернопільщині — за три місяці 2017 року — 1190 декларацій (88,3 % загальної кількості поданих декларацій на знижку);[4] у 2016 році — 3634 декларації (89,3 %);[5]
- у Запорізькій області в 2015 році — 5510 декларацій (з поданих всього майже 6,2 тис. декларацій).[6]

У 2018 році подали декларації на отримання податкової знижки в зв’язку з понесеними витратами на навчання 4398 мешканців Тернопільської області (85,3% тих, які забажали скористатися своїм правом на податкову знижку) та понад 5,6 тисячі Вінницької області (77% відповідно).

## Обмеження з отримання податкової знижки на навчання
- право на податкову знижку має платник податку, який провів виплати на користь закладів освіти для компенсації вартості здобуття освіти (тобто це право отримує той, хто підписує контакт на навчання);
- нараховується виключно в межах розміру заробітної плати, одержаної протягом звітного року (тобто інші, окрім заробітної плати, суми доходів, одержаних платником податку, в розрахунок не приймаються. Таким чином, фізичні особи — суб'єкти підприємницької діяльності та особи, які займаються незалежною професійною діяльністю (само зайняті особи), не мають права на отримання податкової знижки з податку на доходи фізичних осіб щодо свого річного оподатковуваного доходу, одержаного у межах провадження діяльності, тому, що такий дохід не є заробітною платою. Цього права також не мають всі інші особи, які одержують доходи, відмінні від заробітної плати);
- застосовується виключно для фізичних осіб, які не є суб'єктами господарювання (тобто фізичні особи — підприємці не мають права на податкову знижку, оскільки не платять податок з доходів фізичних осіб);
- платника податку — виключно резидента виключно у резидентів (тобто понесені витрати на навчання за кордоном не включаються до податкової знижки);
- платник податку повинен враховувати відмінності у термінах, що не збігаються: для навчання — навчальний рік, який розділяється на семестри; для спліти податків — податковий рік;
- сплачених платником податку на користь виключно закладів освіти (тобто отримання освіти відповідного рівня у суб'єктів господарювання, не зареєстрованих як заклади освіти не є підставою для податкової знижки);
- витрат на навчання платника податку та/або члена його сім'ї першого ступеня споріднення (підтвердженого документарне);
- витрати мають бути підтверджені відповідними платіжними та розрахунковими документами, зокрема квитанціями, фіскальними або товарними чеками, прибутковими касовими ордерами, копіями договорів, що ідентифікують продавця товарів (робіт, послуг) і їх покупця (отримувача). У зазначених документах обов'язково повинно бути відображено вартість таких товарів (робіт, послуг) і строк їх продажу (виконання, надання);
- не може перевищувати розміру доходу, що дорівнює розміру місячного прожиткового мінімуму, діючого для працездатної особи на 1 січня звітного податкового року, помноженого на 1,4 та округленого до найближчих 10 гривень (у 2016 році — 1930 грн). (З 01.01.2017 обмеження щодо розміру витрат було скасовано).

## Перелік документів, які необхідно мати для отримання податкової знижки на навчання

### для батьків
- Податкова декларація
- Ксерокопія та оригінал договору з закладом освіти;
- Ксерокопії та оригінали квитанцій про сплату за навчання у звітному році;
- ксерокопія та оригінал свідоцтва про народження дитини;
- ксерокопія та оригінал ідентифікаційного номера дитини;
- ксерокопія та оригінал ідентифікаційного номера батьків;
- довідка про нараховану заробітну плату, утриманий податок на доходи фізичних осіб.

### для студентів, які працюють і отримують заробітну плату
- ксерокопія та оригінал договору з закладом освіти;
- ксерокопії та оригінали квитанцій про сплату за навчання у звітному році;
- ксерокопія та оригінал ідентифікаційного номера
- довідка про нараховану заробітну плату, утриманий податок на доходи фізичних осіб.

Якщо у договорі не зазначено кількість місяців навчання, то довідку з закладу освіти щодо кількості місяців навчання (тривалість семестрів) у звітному податковому періоді (році).

## Нормативно-правова база
- Податковий кодекс України від 02.12.2010 № 2755-VI (зі змінами)
- Цивільний кодекс України від 16.01.2003 № 435-IV (зі змінами)
- Закон України від 23.05.1991 № 1060-XII «Про освіту» (зі змінами)
- Закон України від 01.07.2014 № 1556-VII «Про вищу освіту» (зі змінами)
- Узагальнююча податкова консультація щодо включення до податкової знижки за звітний рік сум витрат, понесених у минулому році на оплату вартості навчання за місяці звітного року, затверджена наказом ДФСУ від 06.04.2015 № 247